# Universidad de la Ciudad de Osaka
Osaka City University (大阪市立大学 Ōsaka shiritsu daigaku?), abreviado  Ichidai o Shidai (市大?), es una de las universidades municipales de Japón. Se encuentra ubicada en Sumiyoshi-ku, Osaka.
La universidad se fusionará con la OPU para formar la Universidad Metropolitana de Osaka (OMU) en abril de 2022.

## Historia
Los comienzos de su fundación hunden sus raíces en 1880, con la creación mediante donaciones de los comerciantes locales del "Instituto de Técnicas Comerciales de Osaka" (大阪商業講習所). Se convirtió en la "Escuela Comercial de Osaka" en 1885, después pasó a ser  municipalizada en 1889. La ciudad de Osaka fue derrotada en una batalla para diseñar el "Segundo Colegio Nacional del Comercio"  (la ganadora fue Kōbe), así que las autoridades de la ciudad decidieron de establecer una "Universidad Comercial Municipal" sin ninguna ayuda del presupuesto público. Era el principio de la historia dura de la institución. 
En 1901 institución fue reorganizada como la "Universidad Municipal del Comercio de Osaka" (市立大阪高等商業学校), autorizada en 1904 de modo oficial como "Escuela Especializada". La universidad tenía edificios magníficos del ladrillo periodo Taisho, coincidiendo con los días más prósperos de la escuela y de la ciudad. 
En 1928 el colegio evolucionó a la "Universidad de Comercio de Osaka" (大阪商科大学), la primera Universidad municipal de Japón. El alcalde, Dr. SEKI Hajime (関一, 1873-1935) declaró el espíritu de la universidad municipal con  no debe ser una mera copia de una universidad nacional y esta debe convertirse en un lugar para la investigación con el fondo de las actividades urbanas en Osaka. Pero, contrariamente a sus palabras, la universidad fue trasladada a la parte más rural de la ciudad en 1935. El primer presidente de la universidad era un liberal, así que el campus se convirtió en gradualmente en lo que sedenominaba como "una guarida de los rojos (marxistas)". Durante la Segunda Guerra Mundial, arrestaron a los marxistas y a los socialistas en la universidad (de 50 a 80 miembros) una vez que el presidente liberal murió. El campus fue evacuado y utilizado por la Marina de guerra japonesa.
Después de la guerra, el campus fue ocupado enteramente por el ejército de EE. UU. (campo Sakai), así que un número de estudiantes se hicieron activistas antiamericanos y simpatizantes de la Unión Soviética. El campus fue cedido de nuevo a la universidad, de modo parcial en 1952, y totalmente en 1955. En 1949, durante la ocupación, la universidad fue agrupada (con otras 2 universidades municipales) en la Universidad de la ciudad de Osaka, según el nuevo sistema educativo de Japón.
- En un principio la "Osaka City University" (OCU) tenía cinco facultades (negocio/economía/derecho y Literatura/ciencias e ingeniería/economía doméstica.
- En 1953, la facultad de derecho y Literatura fue dividida en dos facultades.
- En 1955, la universidad médica de la ciudad de Osaka fue agrupada y se convirtió en escuela médica.
- En 1959, la facultad de ciencias e ingeniería fue dividida en dos facultades.
- En 1975, la facultad de economía doméstica fue reorganizada en facultad de ciencias de la vida humana.
- En 2003, reorganizaron al instituto para la investigación económica (establecido en 1928) en la escuela graduada de ciudades creativas.
- En septiembre de 1950, la ciudad de Osaka fue atacada por el Tifón Jane y  el presupuesto de la ciudad se vio reducido  gravemente. Además, una reforma de los impuestos (aconsejada por Carl Sumner Shoup) privó a la ciudad de los que proveían las casas de comidas. Todo esto convirtió gradualmente a la OCU en una carga para la ciudad.

## Escuelas de Graduación
- Graduate School of Business
- Graduate School of Economics
- Graduate School of Law (including Law School)
- Graduate School of Literature and Human Sciences
- Graduate School of Science
- Graduate School of Engineering
- Graduate School of Medicine
- Graduate School of Human Life Science
- Graduate School of Creative Cities

## Facultades (Undergraduate Schools)
- Faculty of Business
- Faculty of Economics
- Faculty of Law
- Faculty of Literature and Human Sciences
- Faculty of Science
- Faculty of Engineering
- Faculty of Medicine (incluye la Medical School y School of Nursing)
- Faculty of Human Life Science

## Institutos
- Wikimedia Commons alberga una categoría multimedia sobre Universidad de la Ciudad de Osaka.
- Media Center (Biblioteca)
- Research Center for Urban Health and Sports
- Research Center for Human Rights
- Urban Research Plaza (creado en el 2006)
- Jardín Botánico de la Universidad de la Ciudad de Osaka; ubicado en Katano)
- Toneyama Institute for Tuberculosis Research (una parte de la Medical School; ubicado en Toyonaka)